# Ralph Freeman (1880-1950)
Pour les articles homonymes, voir Ralph Freeman et Freeman.
Sir Ralph Freeman est un ingénieur civil britannique né à Londres le 27 novembre 1880, et mort dans la même ville le 11 mars 1950 .

## Biographie
Il a été étudiant à Haberdashers' Aske's Boys' School (HABS) puis au Central Technical College (aujourd'hui City and Guilds of London Institute), entre 1897 et 1900. En 1901, il est embauché par la société d'ingénieurs conseils Douglas Fox & Partners spécialisée dans la conception de ponts métalliques. Il est devenu associé (partner) en 1912, puis associé principal (senior partner) en 1921. Douglas Fox & Partners est devenu Freeman Fox & Partners en 1938 (aujourd'hui Hyder Consulting).
Sir Ralph Freeman est plus connu pour avoir fait la conception de plusieurs ponts métalliques dont les plus célèbres sont :
- Pont des chutes Victoria en 1905,
- Harbour Bridge à Sydney en 1932,
- Pont de Birchenough à Chipinge en 1935.
- Pont Otto Beit ou Pont de Chirundu, à Chirundu du Zambèze, à la frontière entre le Zimbabwe et la Zambie en 1939.

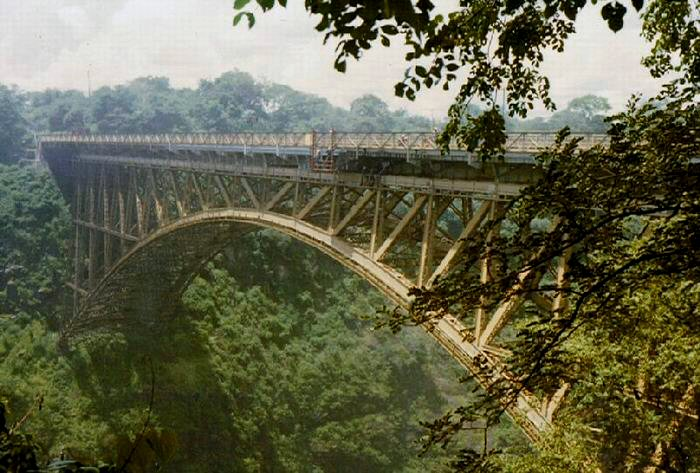
Pont des chutes Victoria
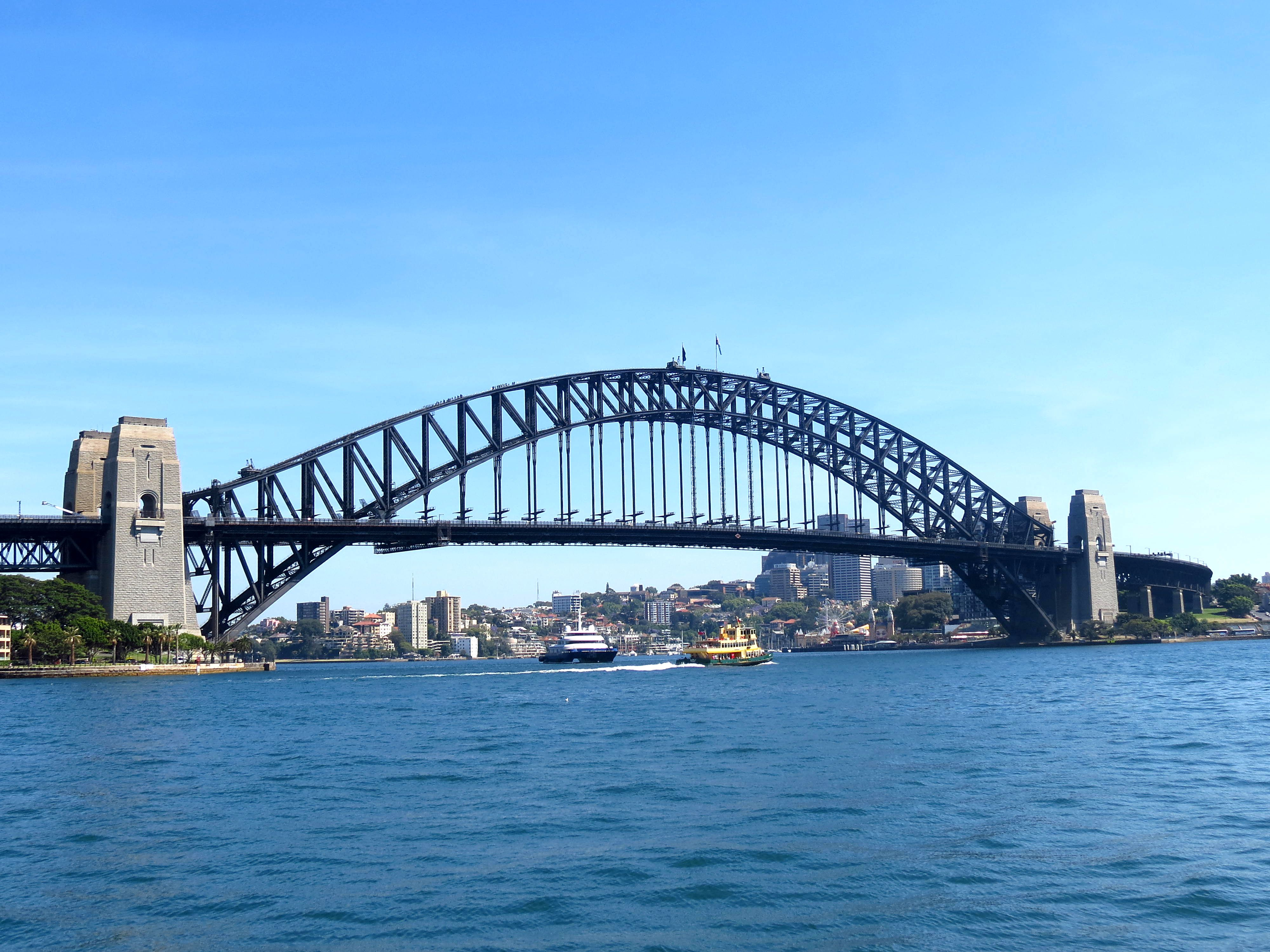
Sydney Harbour Bridge
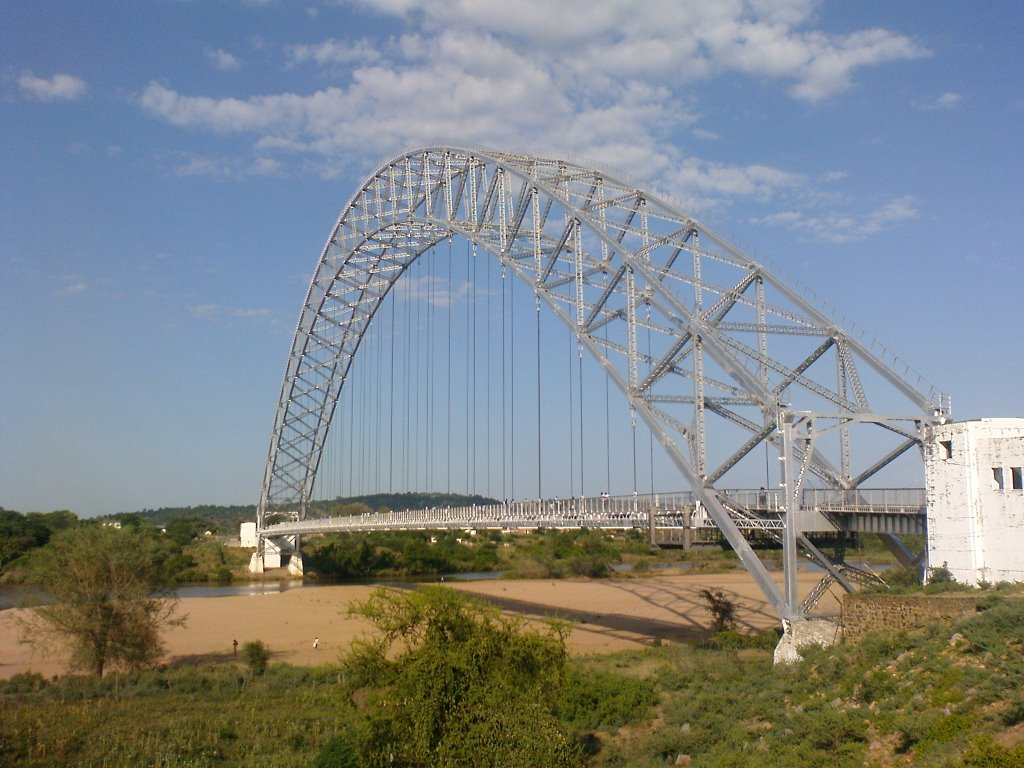
Pont de Birchenough
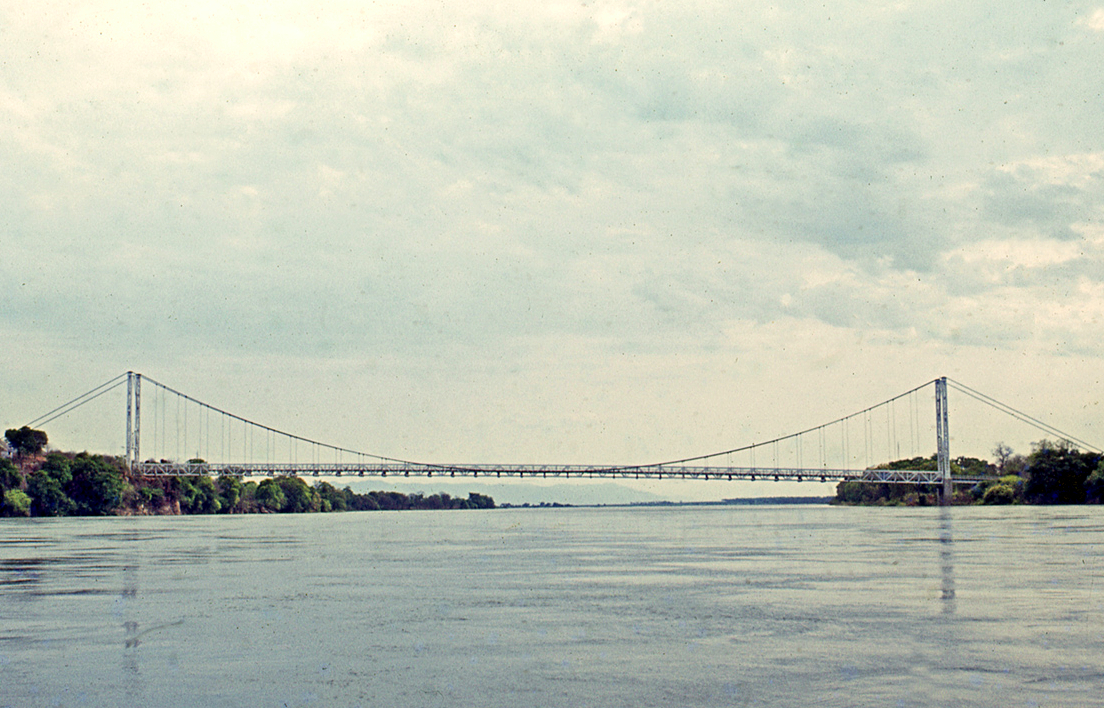
Pont de Chirundu

Pendant la première Guerre mondiale il a été responsable de la conception du Royal Naval Cordite Factory et du Furness Shipbuilding Yard, et pendant la seconde Guerre mondiale du Royal Naval Propellant Factory.
Il est devenu membre de l'Institution of Civil Engineers en 1917. L'institution lui avait attribué le prix Miller pour un travail d'étudiant : The Design of a Two-Hinged Spandrel-Braced Steel Arch, et plus tard de la médaille Telford. Il a été membre de son conseil entre 1938 et 1943.
Il est le père de Ralph Freeman, ingénieur civil britannique qui a été associé principal de Freeman Fox & Partners.

## Distinctions
- Médaille Siemens.
- Médaille d'or Baker de l'Institution of Civil Engineers en 1934.
- Il est fait chevalier en 1947.